# José Luis Monge Recalde
José Luis Monge Recalde (Alhama de Aragón, 1934) es un abogado y político español, senador por Navarra en las legislaturas constituyente y primera.

## Biografía
Estudió bachillerato en Bilbao y se licenció en derecho por la Universidad de Valladolid, donde se especializó en materia laboral y sindical. Del 1961 al 1967 fue funcionario del Ministerio de Justicia, más tarde inspector técnico de trabajo (1967-1971) y director de personal de Potasas de Navarra el 1974-1976. 
Miembro del Partido Social Demócrata, en las elecciones generales españolas de 1977 y 1979 fue escogido senador de UCD por Navarra. En las elecciones generales españolas de 1982 no fue reelegido, pero sí que fue escogido parlamentario foral a las elecciones en el Parlamento de Navarra de 1983 dentro de las listas de Alianza Popular.
Posteriormente ha sido presidente de la Asociación Navarra de Empresarios del Metal y miembro del Consejo de Árbitros del Tribunal Laboral de Navarra. También ha hecho exposiciones de pintura.

## Obras
- Técnicas de negociación colectiva: el decálogo del buen negociador, 2004.
- El encuadramiento en la seguridad social de los altos cargos societarios, 1998.
- Comentarios a la reforma laboral de 1994, 1994.
- La excedencia laboral en la jurisprudencia, 1987.
- Las relacionas laborales hoy, 1985.
- Las horas extraordinarias y la prolongaciones de jornada: su problemática legal y práctica, 1983